# Cixius wagneri
Cixius wagneri är en insektsart som beskrevs av William Edward China 1942. Cixius wagneri ingår i släktet Cixius och familjen kilstritar. Inga underarter finns listade i Catalogue of Life.